# José Antonio García-Blázquez
José Antonio García-Blázquez (Plasencia, 29 aprile 1936 – Madrid, 12 agosto 2019) è stato uno scrittore spagnolo.

## Biografia
Si occupava prevalentemente di romanzi. A ventotto anni ha pubblicato l'opera più importante della sua produzione, No encontré rosas para mi madre, da cui è stato tratto il film Peccato mortale del 1972, con Gina Lollobrigida.
Ha reso il suo stile sempre più personale e le sue opere degli anni settanta-ottanta ne hanno dato prova. Nel 1973 ha vinto il Premio Nadal per El rito. Il dramma El amante inanimado è stato pubblicato contemporaneamente in spagnolo e italiano.
È morto a Madrid il 12 agosto 2019.

## Opere
- Los diablos (1966)
- No encontré rosas para mi madre (1968)
- Fiesta en el polvo (1971)
- El rito (1974)
- Señora Muerte (1976)
- Rey de ruinas (1981)
- La identidad inútil (1986)
- Puerta secreta (1993)
- El amor es una tierra extraña (1996)
- El amante inanimado (1996)
- Amigos y otras alimañas (2004)